# Aleksandrs Fertovs
Aleksandrs Fertovs (Riga, 16 giugno 1987) è un ex calciatore lettone, di ruolo centrocampista.

## Carriera

### Club
Ha cominciato la sua carriera nelle giovanili dello Skonto. Nel 2006 fu tra i giocatori che passarono all'Olimps: tale club fu infatti costituito dalla federazione lettone usando i giocatori provenienti dalle giovanili delle principali squadre del paese; al primo anno con l'Olimps vinse la 1. Līga.
Esordì, quindi, in Virslīga il 7 aprile 2007 giocando proprio contro lo Skonto. Al termine della stagione 2007 ritornò allo Skonto: ma disputò pochi scampoli di partita contro il Daugava Daugavpils, prima di far ritorno all'Olimps, in prestito: qui trovò più spazio ed esordì anche in Europa disputando l'andata delle qualificazioni alla Coppa UEFA 2008-2009 contro il St Patrick. La stagione terminò, per altro, con l'immediata eliminazione dell'Olimps dalla Coppa UEFA e la retrocessione in 1. Līga.
Tornato allo Skonto dal prestito trovò più continuità, disputando 22 partite, 19 delle quali da titolare. Nella stagione successiva, il 22 giugno 2010 segnò il primo gol in Virslīga, contro il Jūrmala-VV. Il 13 luglio 2011 esordì in una gara valida per le qualificazioni alla Champions League, contro il Wisła Cracovia.
Con lo Skonto ha vinto il campionato lettone 2010, la Baltic League 2010-2011 e la Coppa di Lettonia 2011-2012.

### Nazionale
Ha giocato nell'Under-21 tra il 2007 e il 2009, disputando diversi incontri validi per le Qualificazioni al campionato europeo di calcio Under-21 2009.
Esordì in nazionale maggiore il 14 novembre 2009 nella gara amichevole contro l'Honduras, entrando nel finale al posto di Genādijs Soloņicins. Alla quinta presenza giocò titolare nell'amichevole contro il Cile, disputata il 17 novembre del 2010.
Nel 2012 vinse la Coppa del Baltico giocando da titolare sia contro la Lituania sia contro la Finlandia.
Il 7 giugno 2013, durante una gara contro la Bosnia ed Erzegovina valida per le Qualificazioni al campionato mondiale di calcio 2014, venne per la prima volta in nazionale espulso dopo appena undici minuti: la sua espulsione diede il via alla dilagante vittoria bosniaca.

## Statistiche

### Cronologia presenze e reti in nazionale
| Cronologia completa delle presenze e delle reti in nazionale ― Lettonia | Cronologia completa delle presenze e delle reti in nazionale ― Lettonia | Cronologia completa delle presenze e delle reti in nazionale ― Lettonia | Cronologia completa delle presenze e delle reti in nazionale ― Lettonia | Cronologia completa delle presenze e delle reti in nazionale ― Lettonia | Cronologia completa delle presenze e delle reti in nazionale ― Lettonia | Cronologia completa delle presenze e delle reti in nazionale ― Lettonia | Cronologia completa delle presenze e delle reti in nazionale ― Lettonia |
| Data                                                                    | Città                                                                   | In casa                                                                 | Risultato                                                               | Ospiti                                                                  | Competizione                                                            | Reti                                                                    | Note                                                                    |
| ----------------------------------------------------------------------- | ----------------------------------------------------------------------- | ----------------------------------------------------------------------- | ----------------------------------------------------------------------- | ----------------------------------------------------------------------- | ----------------------------------------------------------------------- | ----------------------------------------------------------------------- | ----------------------------------------------------------------------- |
| 14-11-2009                                                              | Tegucigalpa                                                             | Honduras                                                                | 2 – 1                                                                   | Lettonia                                                                | Amichevole                                                              | -                                                                       | 80’                                                                     |
| 22-1-2010                                                               | Malaga                                                                  | Corea del Sud                                                           | 1 – 0                                                                   | Lettonia                                                                | Amichevole                                                              | -                                                                       | 70’                                                                     |
| 3-3-2010                                                                | Luanda                                                                  | Angola                                                                  | 1 – 1                                                                   | Lettonia                                                                | Amichevole                                                              | -                                                                       | 79’                                                                     |
| 11-8-2010                                                               | Liberec                                                                 | Rep. Ceca                                                               | 4 – 1                                                                   | Lettonia                                                                | Amichevole                                                              | -                                                                       | 80’                                                                     |
| 17-11-2010                                                              | Liberec                                                                 | Cile                                                                    | 1 – 0                                                                   | Lettonia                                                                | Amichevole                                                              | -                                                                       | 82’                                                                     |
| 10-8-2011                                                               | Riga                                                                    | Lettonia                                                                | 0 – 2                                                                   | Finlandia                                                               | Amichevole                                                              | -                                                                       | 78’                                                                     |
| 2-9-2011                                                                | Tbilisi                                                                 | Georgia                                                                 | 0 – 1                                                                   | Lettonia                                                                | Qual. Euro 2012                                                         | -                                                                       | 21’                                                                     |
| 6-9-2011                                                                | Riga                                                                    | Lettonia                                                                | 1 – 1                                                                   | Grecia                                                                  | Qual. Euro 2012                                                         | -                                                                       |                                                                         |
| 29-2-2012                                                               | Adalia                                                                  | Kazakistan                                                              | 0 – 0                                                                   | Lettonia                                                                | Amichevole                                                              | -                                                                       | 90’                                                                     |
| 22-5-2012                                                               | Klagenfurt                                                              | Lettonia                                                                | 0 – 1                                                                   | Polonia                                                                 | Amichevole                                                              | -                                                                       |                                                                         |
| 1-6-2012                                                                | Võru                                                                    | Lettonia                                                                | 5 – 0                                                                   | Lituania                                                                | Coppa del Baltico 2012                                                  | -                                                                       | 45’ 78’                                                                 |
| 3-6-2012                                                                | Võru                                                                    | Lettonia                                                                | 1 – 1 dts (5 – 3 dtr)                                                   | Finlandia                                                               | Coppa del Baltico 2012                                                  | -                                                                       | 65’                                                                     |
| 15-8-2012                                                               | Podgorica                                                               | Montenegro                                                              | 2 – 0                                                                   | Lettonia                                                                | Amichevole                                                              | -                                                                       |                                                                         |
| 7-9-2012                                                                | Riga                                                                    | Lettonia                                                                | 1 – 2                                                                   | Grecia                                                                  | Qual. Mondiali 2014                                                     | -                                                                       | 76’                                                                     |
| 12-10-2012                                                              | Bratislava                                                              | Slovacchia                                                              | 2 – 1                                                                   | Lettonia                                                                | Qual. Mondiali 2014                                                     | -                                                                       |                                                                         |
| 16-10-2012                                                              | Riga                                                                    | Lettonia                                                                | 2 – 0                                                                   | Liechtenstein                                                           | Qual. Mondiali 2014                                                     | -                                                                       |                                                                         |
| 6-2-2013                                                                | Kōbe                                                                    | Giappone                                                                | 3 – 0                                                                   | Lettonia                                                                | Amichevole                                                              | -                                                                       |                                                                         |
| 24-5-2013                                                               | Doha                                                                    | Qatar                                                                   | 3 – 1                                                                   | Lettonia                                                                | Amichevole                                                              | -                                                                       | 80’                                                                     |
| 28-5-2013                                                               | Riga                                                                    | Lettonia                                                                | 3 – 3                                                                   | Turchia                                                                 | Amichevole                                                              | -                                                                       | 46’                                                                     |
| 7-6-2013                                                                | Riga                                                                    | Lettonia                                                                | 0 – 5                                                                   | Bosnia ed Erzegovina                                                    | Qual. Mondiali 2014                                                     | -                                                                       | 11’                                                                     |
| 14-8-2013                                                               | Tallinn                                                                 | Estonia                                                                 | 1 – 1                                                                   | Lettonia                                                                | Amichevole                                                              | -                                                                       | 63’ 76’                                                                 |
| 11-10-2013                                                              | Vilnius                                                                 | Lituania                                                                | 2 – 0                                                                   | Lettonia                                                                | Qual. Mondiali 2014                                                     | -                                                                       |                                                                         |
| 15-10-2013                                                              | Riga                                                                    | Lettonia                                                                | 2 – 2                                                                   | Slovacchia                                                              | Qual. Mondiali 2014                                                     | -                                                                       |                                                                         |
| 15-11-2013                                                              | Dublino                                                                 | Irlanda                                                                 | 3 – 0                                                                   | Lettonia                                                                | Amichevole                                                              | -                                                                       | 27’                                                                     |
| 5-3-2014                                                                | Skopje                                                                  | Macedonia                                                               | 2 – 1                                                                   | Lettonia                                                                | Amichevole                                                              | -                                                                       | 83’                                                                     |
| 29-5-2014                                                               | Riga                                                                    | Lettonia                                                                | 0 – 0 (4 – 2 dtr)                                                       | Estonia                                                                 | Coppa del Baltico 2014                                                  | -                                                                       |                                                                         |
| 31-5-2014                                                               | Riga                                                                    | Lettonia                                                                | 1 – 0                                                                   | Lituania                                                                | Coppa del Baltico 2014                                                  | -                                                                       | 64’                                                                     |
| 3-9-2014                                                                | Rīga                                                                    | Lettonia                                                                | 2 – 0                                                                   | Armenia                                                                 | Amichevole                                                              | -                                                                       | 46’                                                                     |
| 9-9-2014                                                                | Astana                                                                  | Kazakistan                                                              | 0 – 0                                                                   | Lettonia                                                                | Qual. Euro 2016                                                         | -                                                                       | 27’                                                                     |
| 10-10-2014                                                              | Rīga                                                                    | Lettonia                                                                | 0 – 3                                                                   | Islanda                                                                 | Qual. Euro 2016                                                         | -                                                                       | 90+8’                                                                   |
| 13-10-2014                                                              | Rīga                                                                    | Lettonia                                                                | 1 – 1                                                                   | Turchia                                                                 | Qual. Euro 2016                                                         | -                                                                       |                                                                         |
| 16-11-2014                                                              | Amsterdam                                                               | Paesi Bassi                                                             | 6 – 0                                                                   | Lettonia                                                                | Qual. Euro 2016                                                         | -                                                                       |                                                                         |
| 28-3-2015                                                               | Praga                                                                   | Rep. Ceca                                                               | 1 – 1                                                                   | Lettonia                                                                | Qual. Euro 2016                                                         | -                                                                       | 82’                                                                     |
| 31-3-2015                                                               | Leopoli                                                                 | Ucraina                                                                 | 1 – 1                                                                   | Lettonia                                                                | Amichevole                                                              | -                                                                       | 46’                                                                     |
| 6-9-2015                                                                | Rīga                                                                    | Lettonia                                                                | 1 – 2                                                                   | Rep. Ceca                                                               | Qual. Euro 2016                                                         | -                                                                       |                                                                         |
| 2-6-2018                                                                | Rīga                                                                    | Lettonia                                                                | 1 – 0                                                                   | Estonia                                                                 | Coppa del Baltico 2018                                                  | -                                                                       | 66’                                                                     |
| 5-6-2018                                                                | Vilnius                                                                 | Lituania                                                                | 1 – 1                                                                   | Lettonia                                                                | Coppa del Baltico 2018                                                  | -                                                                       | 81’                                                                     |
| 9-6-2018                                                                | Liepāja                                                                 | Lettonia                                                                | 1 – 3                                                                   | Azerbaigian                                                             | Amichevole                                                              | -                                                                       | 75’                                                                     |
| 6-9-2018                                                                | Riga                                                                    | Lettonia                                                                | 0 – 0                                                                   | Andorra                                                                 | UEFA Nations League 2018-2019 - 1º turno                                | -                                                                       |                                                                         |
| 9-9-2018                                                                | Tbilisi                                                                 | Georgia                                                                 | 1 – 0                                                                   | Lettonia                                                                | UEFA Nations League 2018-2019 - 1º turno                                | -                                                                       |                                                                         |
| 13-10-2018                                                              | Riga                                                                    | Lettonia                                                                | 1 – 1                                                                   | Kazakistan                                                              | UEFA Nations League 2018-2019 - 1º turno                                | -                                                                       | 27’                                                                     |
| 16-10-2018                                                              | Riga                                                                    | Lettonia                                                                | 0 – 3                                                                   | Georgia                                                                 | UEFA Nations League 2018-2019 - 1º turno                                | -                                                                       | 46’                                                                     |
| Totale                                                                  |                                                                         | Presenze                                                                | 42                                                                      |                                                                         | Reti                                                                    | 0                                                                       |                                                                         |

## Palmarès

### Club

#### Competizioni nazionali
- 1. Līga: 1

Olimps Rīga: 2006
- [[]]: Campionato lettone

Skonto: 2010
- Coppa di Lettonia: 1

Skonto: 2011-2012

#### Competizioni internazionali
- Baltic League: 1

Skonto: 2010-2011

### Nazionale
- Coppa del Baltico: 3

2012, 2014, 2018